# 楊玳詩
楊玳詩（英語：Daisy Yeung，1965年8月11日—），出生於香港，籍貫廣東潮州，香港商人。

## 生平
楊玳詩為英皇集團主席楊受成次女，於1988年在美國三藩市大學取得工商管理學士學位後，曾於美國的公司從事電腦管理工作。1991年回港後加入英皇集團，曾任職多個部門。
1996年調任英皇證券集團（後易名英皇資本集團，港交所上市編號：717），後晉升至董事總經理、行政總裁、主席。並出任證券商協會永遠名譽會長兼董事等職，於2016及2021年當選香港選舉委員會金融服務界委員。

## 社會公職
| 年份        | 公職                                                |
| ----------- | --------------------------------------------------- |
|             | 潮州市第十三屆政協委員                              |
| 2025-2027年 | 香港金融發展局 董事會成員                           |
| 2022-2024年 | 會計及財務匯報局 諮詢委員會委員                     |
| 2024-2025年 | 屯門醫院 醫院管治委員會委員                         |
| 2021年      | 香港選舉委員會 金融服務界委員                       |
| 2016年      | 香港選舉委員會 金融服務界委員                       |
|             | 證券商協會 永遠名譽會長兼董事                       |
| 2024-2025年 | 香港上市公司商會 副主席                             |
| 2025-2026年 | 香港黃金交易所 董事                                 |
| 2025年      | 金銀業貿易場 理事                                   |
|             | 香港潮屬社團總會 副主席                             |
|             | 香港潮屬社團總會婦女委員會「潮賢雅薈」主席          |
| 2025-2026年 | 海外潮人企業家協會 主席                             |
| 2024-2025年 | 香港潮州商會 會董                                   |
| 2021-2023年 | 香港潮州市同鄉總會（前身為香港潮安同鄉會） 常務會董 |

## 個人成就及獎項
| 年份        | 個人成就及獎項                                  |
| ----------- | ----------------------------------------------- |
| 2019年      | 大灣區傑出女企業家獎                            |
| 2017年      | 金紫荊女企業家協會 - 金紫荊女企業家卓越非凡大獎 |
| 2016年      | 香港潮屬社團總會 - 潮拼天下獎                   |
| 2015-2016年 | 資本雜誌 - 資本傑出領袖                         |

## 家庭
楊玳詩有一女兒，英文名Meagan，童年時患有羊癇症，因照顧女兒的經歷，楊玳詩積極參與慈善活動。其婚姻生活低調，丈夫身份未受廣泛報道，有指其丈夫是地產商人林承輝，於2008年已離婚，楊玳詩亦在2011年的訪問中曾提及丈夫2000年代於澳門工作。